# 973

## Esdeveniments
- Otó II és coronat emperador del Sacre Imperi i rei d'Alemanya.
- Edgar d'Anglaterra és coronat rei.
- Benet VI és designat papa.

## Necrològiques
- Otó I
- San Ulrich d'Augsburg